# Deltoidalikositetraeder

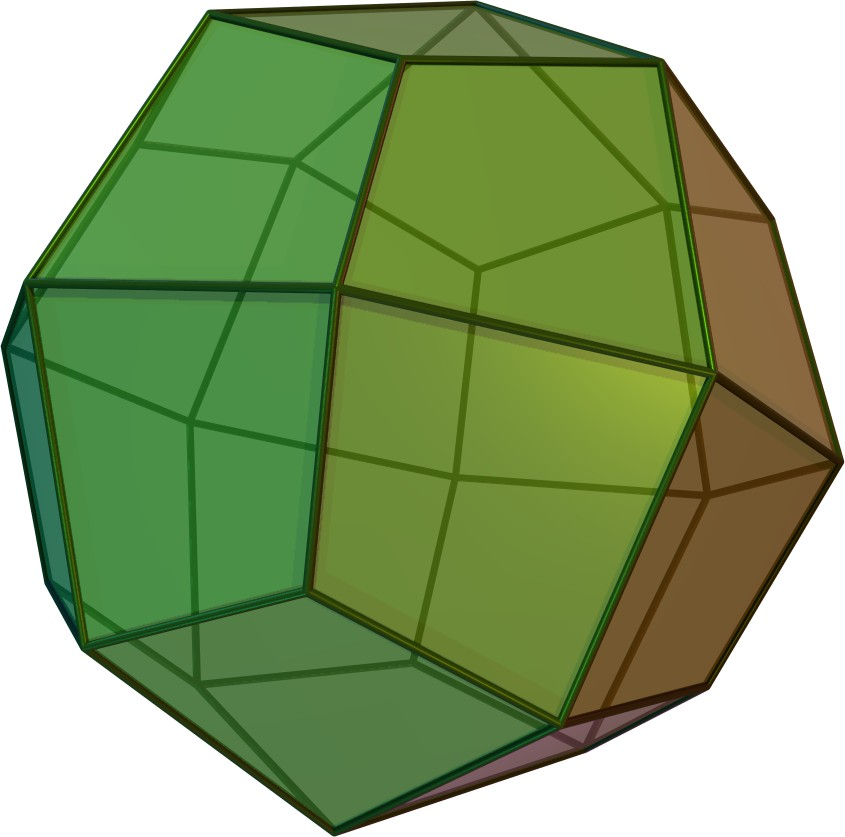
3D-Ansicht eines Deltoidalikositetraeders (Animation)

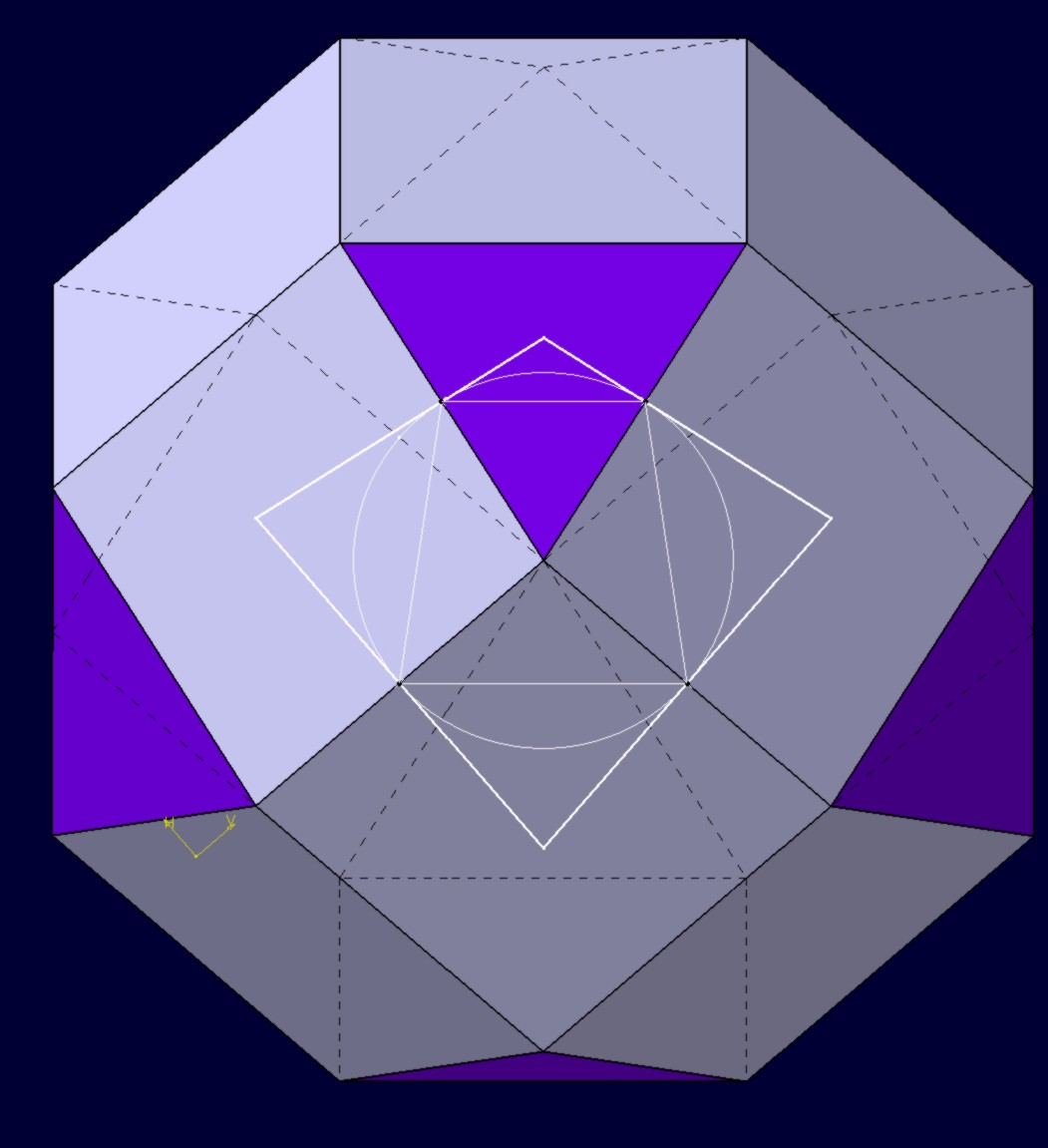
Konstruktion des Deltoids am Rhombenkuboktaeder

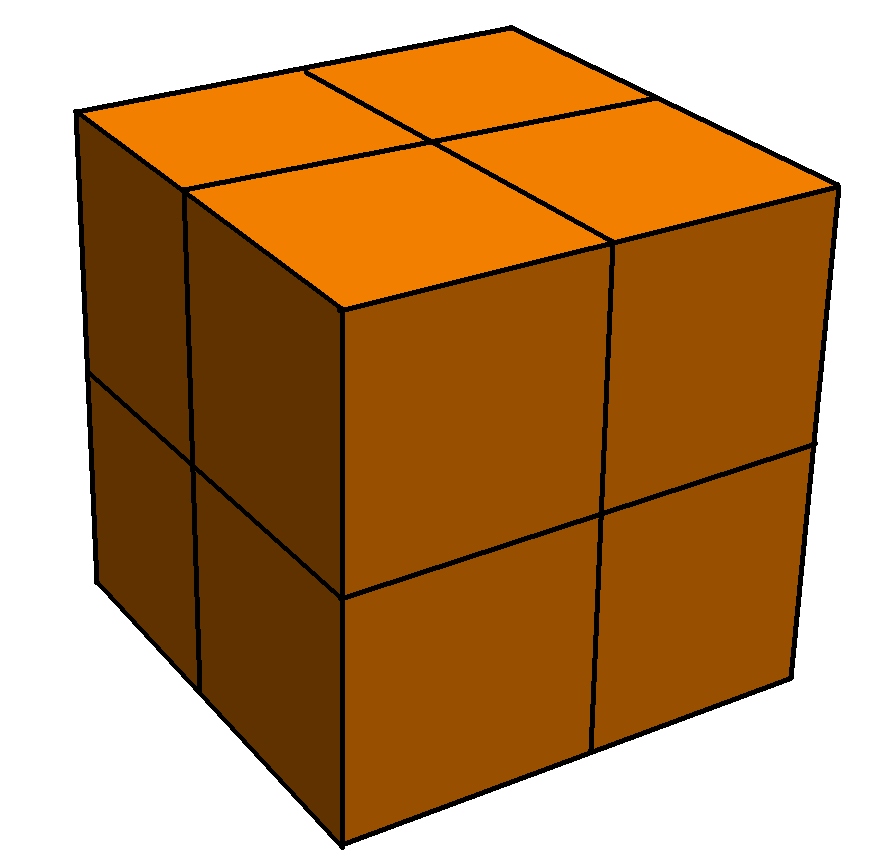
Topologisch gleichwertig zum Deltoidalikositetraeder ist dieser dreifach geschnittene Würfel

Das Deltoidalikositetraeder (auch Deltoidikositetraeder genannt) ist ein konvexes Ikositetraeder, also ein Polyeder mit 24 Seitenflächen, bei dem diese Flächen zueinander kongruente Deltoide sind. Es zählt zu den Catalanischen Körpern. Es ist dual zum Rhombenkuboktaeder und hat 26 Ecken sowie 48 Kanten.
In der Kristallographie und Mineralogie wird das Deltoidalikositetraeder oft (verkürzt) nur als Ikositetraeder bezeichnet, daneben auch als Trapezoeder oder Leucitoeder (es ist die typische Kristallform des Leucits).

## Entstehung
- Werden auf die 14 Begrenzungsflächen eines Kuboktaeders quadratische sowie dreieckige Pyramiden mit der Flankenlänge {\displaystyle a} und {\displaystyle b} aufgesetzt, entsteht ein allgemeines Deltoidalikositetraeder, sofern {\displaystyle a>{\tfrac {e}{2}}{\sqrt {2}}} und {\displaystyle b>{\tfrac {e}{3}}{\sqrt {3}}} sind. Das einbeschriebene Kuboktaeder hat dabei die Kantenlänge {\displaystyle e} (d. i. eine Diagonale des Drachenvierecks, s. u.).
- Durch Verbinden der Mittelpunkte vierer Kanten, die in jeder Raumecke des Rhombenkuboktaeders zusammenstoßen, entsteht ein Trapez, dessen Umkreis gleichzeitig Inkreis des Deltoids, der Begrenzungsfläche des Deltoidalikositetraeders, ist. Bei diesem speziellen Typ sind alle Flächenwinkel (≈ 138° 7’ 5") gleich groß, und es existiert ein einheitlicher Kantenkugelradius.

Sei {\displaystyle d} die Kantenlänge des Rhombenkuboktaeders, so sind die resultierenden Seitenlängen des Deltoids gegeben durch
{\displaystyle a=d\,{\sqrt {4-2{\sqrt {2}}}}}
{\displaystyle b=\,{\frac {2}{7}}\,d\,{\sqrt {10-{\sqrt {2}}}}}
Die Seitenlängen des Deltoids stehen somit im folgenden Verhältnis zueinander:
{\displaystyle (4+{\sqrt {2}})\,a=7b}
Dieses spezielle (reguläre) Deltoidalikositetraeder ist der umbeschriebene Körper dreier zueinander senkrecht stehenden regelmäßiger Achtecke (mit Kantenlänge {\displaystyle a}), die sich in ihren Ecken schneiden.
- Weiterhin kann das Deltoidalikositetraeder als ein dreifach geschnittener „aufgeblähter“ Würfel angesehen werden, der mit seinen 24 quadratischen Begrenzungsflächen topologisch gleichwertig ist.

## Verwandte Polyeder

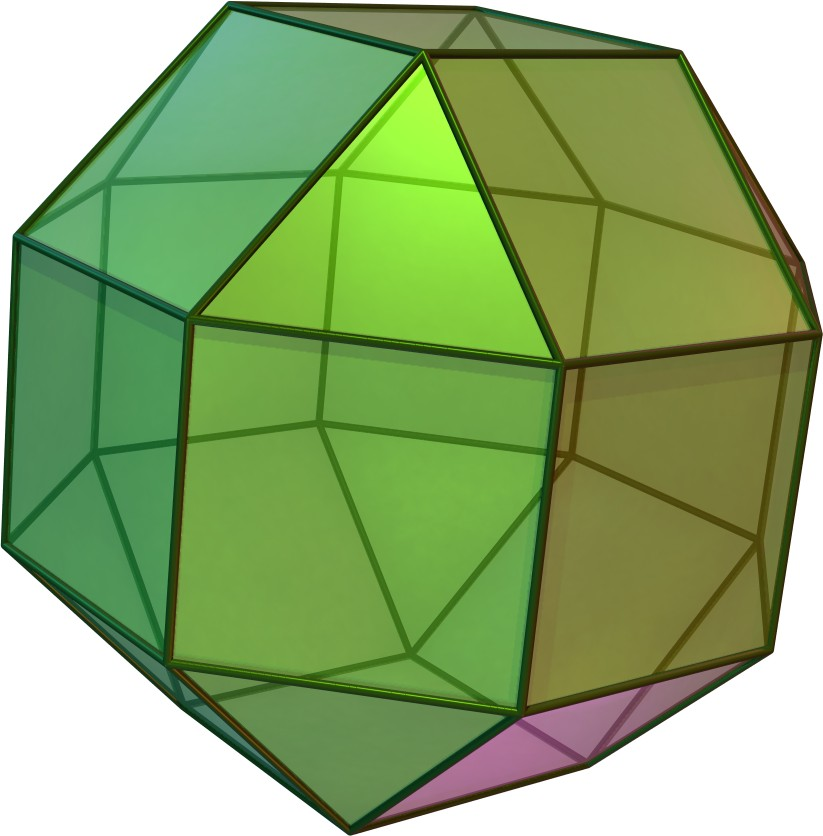
Dualer Körper: Rhombenkuboktaeder
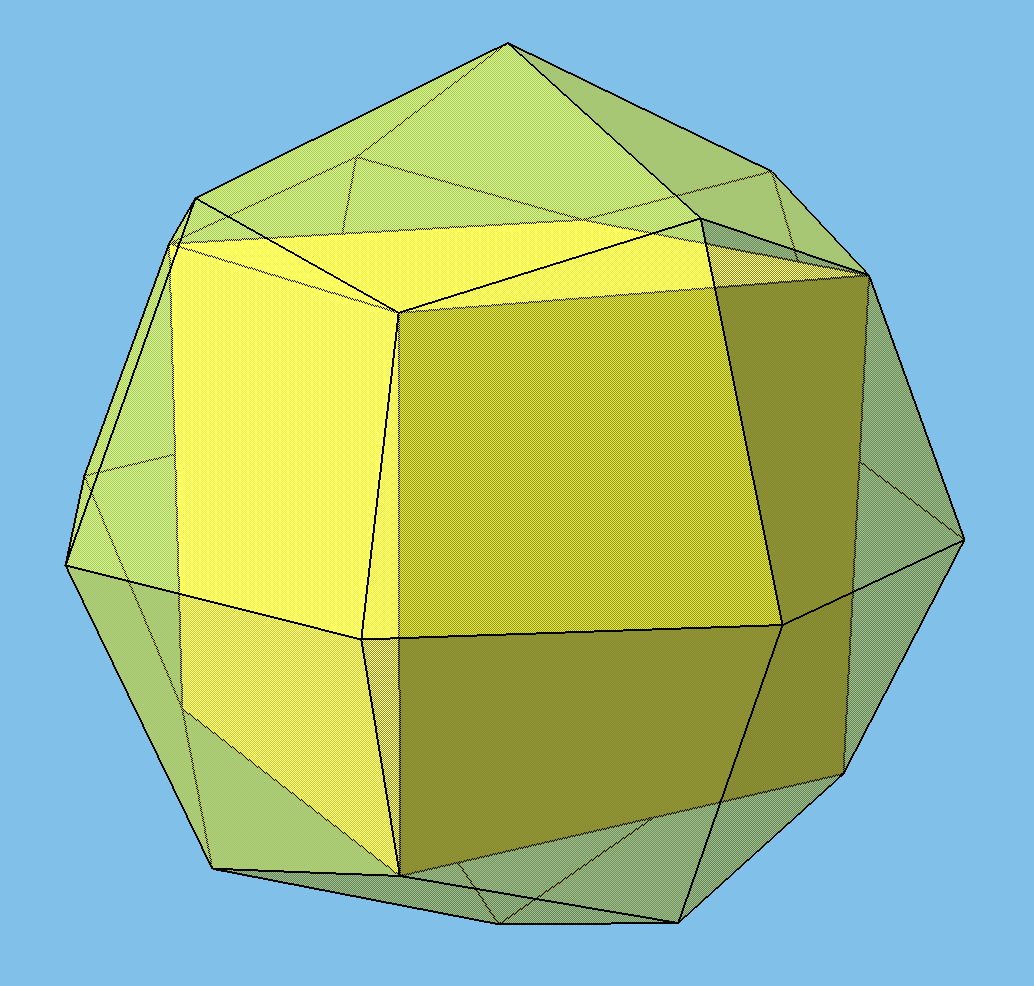
Einbeschriebener Würfel
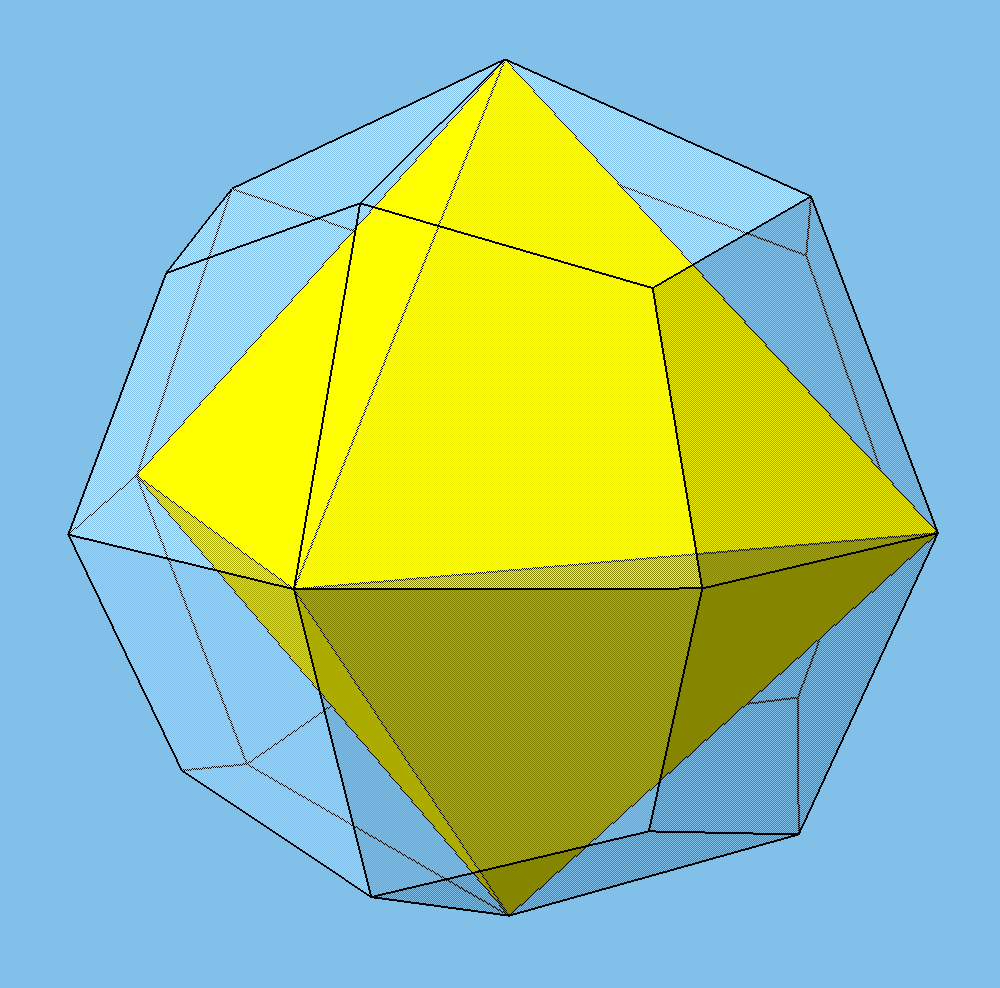
Einbeschriebenes Oktaeder
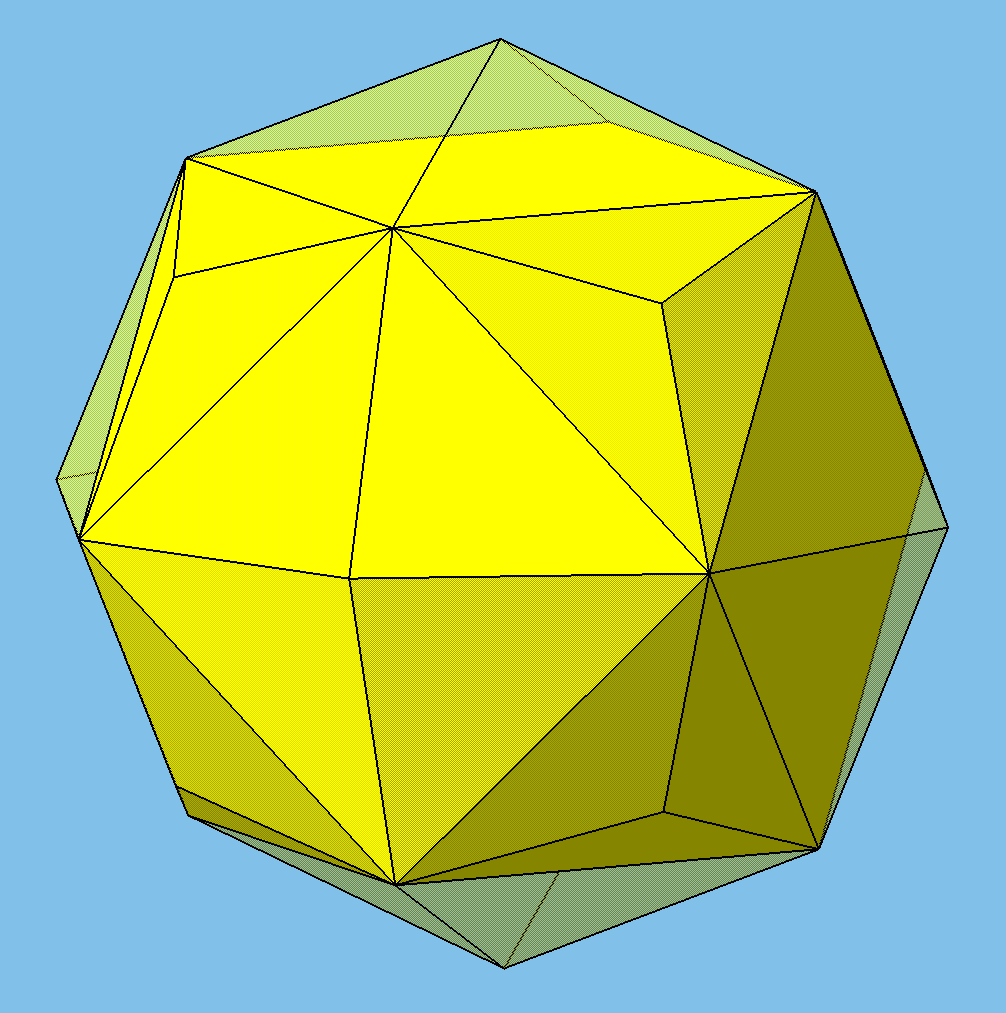
Einbeschriebenes Kuboktaeder

## Formeln für das reguläre Deltoidalikositetraeder

### Für das Deltoid

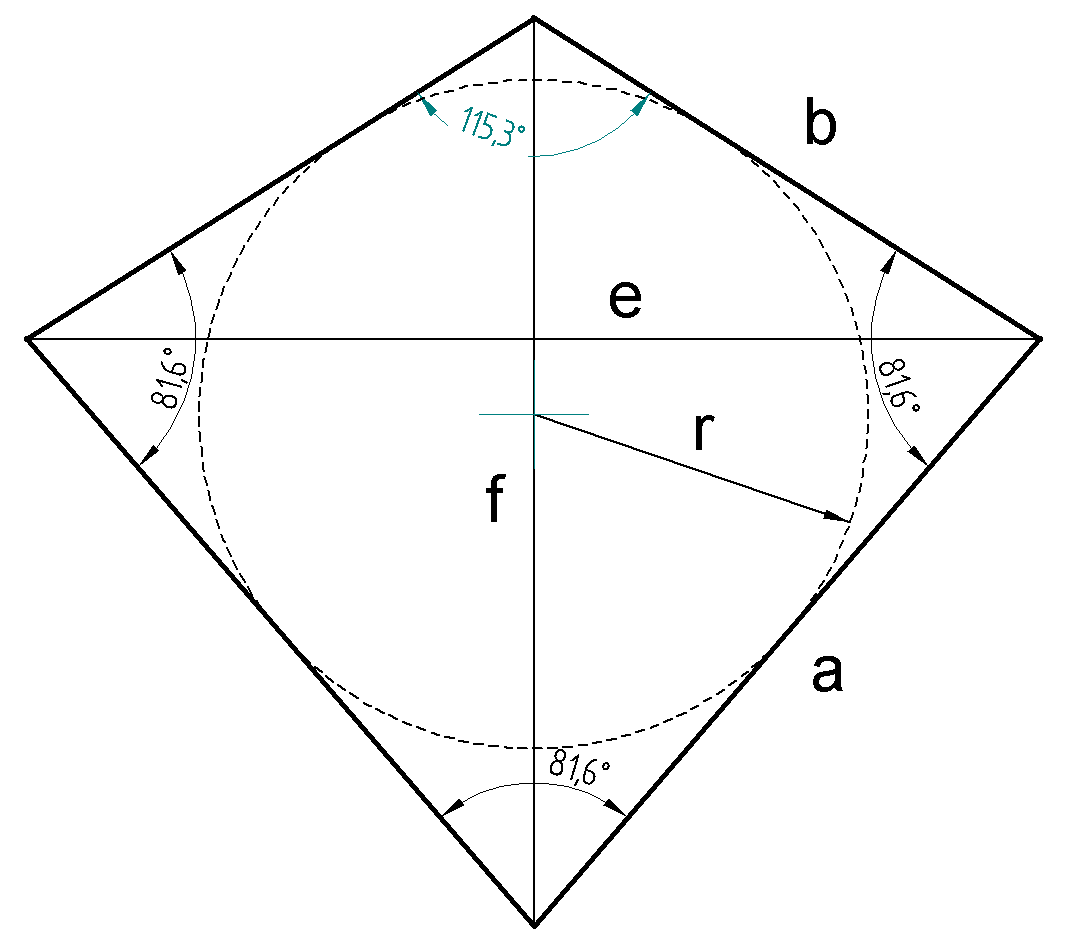
Größen im Deltoid – Bemerkenswert bei diesem Drachenviereck, das auch ein Tangentenviereck darstellt, ist die Tatsache, dass 3 der insgesamt 4 Innenwinkel gleich groß sind.

| Größen des Drachenvierecks         | Größen des Drachenvierecks                                           |
| ---------------------------------- | -------------------------------------------------------------------- |
| Seitenverhältnis                   | {\displaystyle b={\frac {1}{7}}(4+{\sqrt {2}})\,a}                   |
| Flächeninhalt                      | {\displaystyle A={\frac {a^{2}}{14}}{\sqrt {61+38{\sqrt {2}}}}}      |
| Inkreisradius                      | {\displaystyle r={\frac {a}{2}}{\sqrt {\frac {7+4{\sqrt {2}}}{17}}}} |
| 1. Diagonale                       | {\displaystyle e={\frac {a}{2}}{\sqrt {4+2{\sqrt {2}}}}}             |
| 2. Diagonale                       | {\displaystyle f={\frac {a}{7}}{\sqrt {46+15{\sqrt {2}}}}}           |
| Spitze Winkel (3) ≈ 81° 34′ 44″    | {\displaystyle \cos \,\alpha ={\frac {1}{4}}\,(2-{\sqrt {2}})}       |
| Stumpfer Winkel (1) ≈ 115° 15′ 47″ | {\displaystyle \cos \,\beta =-{\frac {1}{8}}\,(2+{\sqrt {2}})}       |

### Für das Polyeder

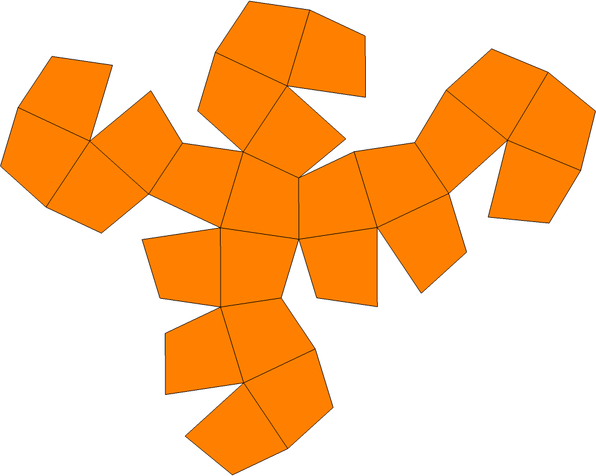
Netz des Deltoidalikositetraeders

| Größen eines regelmäßigen Deltoidikositetraeders mit Kantenlänge a bzw. b | Größen eines regelmäßigen Deltoidikositetraeders mit Kantenlänge a bzw. b                                            |
| ------------------------------------------------------------------------- | --- |
| Volumen ≈ 6,9a3 ≈ 14,91b3                                                 | {\displaystyle V={\frac {2}{7}}\,a^{3}{\sqrt {292+206{\sqrt {2}}}}=b^{3}{\sqrt {122+71{\sqrt {2}}}}}                 |
| Oberflächeninhalt ≈ 18,36a2 ≈ 30,69b2                                     | {\displaystyle A_{O}={\frac {12}{7}}\,a^{2}{\sqrt {61+38{\sqrt {2}}}}=6\,b^{2}{\sqrt {29-2{\sqrt {2}}}}}             |
| Inkugelradius                                                             | {\displaystyle \rho =a\,{\sqrt {\frac {22+15{\sqrt {2}}}{34}}}={\frac {b}{2}}{\sqrt {\frac {78+47{\sqrt {2}}}{17}}}} |
| Kantenkugelradius                                                         | {\displaystyle r={\frac {a}{2}}\left(1+{\sqrt {2}}\right)={\frac {b}{4}}\left(2+3{\sqrt {2}}\right)}                 |
| Flächenwinkel ≈ 138° 7′ 5″                                                | {\displaystyle \cos \,\alpha =-{\frac {1}{17}}\,(7+4{\sqrt {2}})}                                                    |
| 3D-Kantenwinkel = 135°                                                    | {\displaystyle \cos \,\gamma =-{\frac {1}{2}}{\sqrt {2}}}                                                            |
| Sphärizität ≈ 0,95456                                                     | {\displaystyle \Psi ={\frac {\sqrt[{3}]{36\,\pi \left(122+71{\sqrt {2}}\right)}}{6{\sqrt {29-2{\sqrt {2}}}}}}}       |

## Vorkommen
In der Natur kristallisieren z. B. Leucit, Analcim und Spessartin bevorzugt in Form von Deltoidalikositetraedern. Auch bei anderen Mineralen der Granatgruppe oder beim Fluorit kommen Deltoidalikositetraeder als Kristallform vor. Das Deltoidalikositetraeder, das ist die Form {hll} (mit h>l), ist entweder eine spezielle Form der Kristallklasse m3m, eine Grenzform des Pentagonikositetraeders in der Kristallklasse 432 oder eine Grenzform des Disdodekaeders in der Kristallklasse m3.

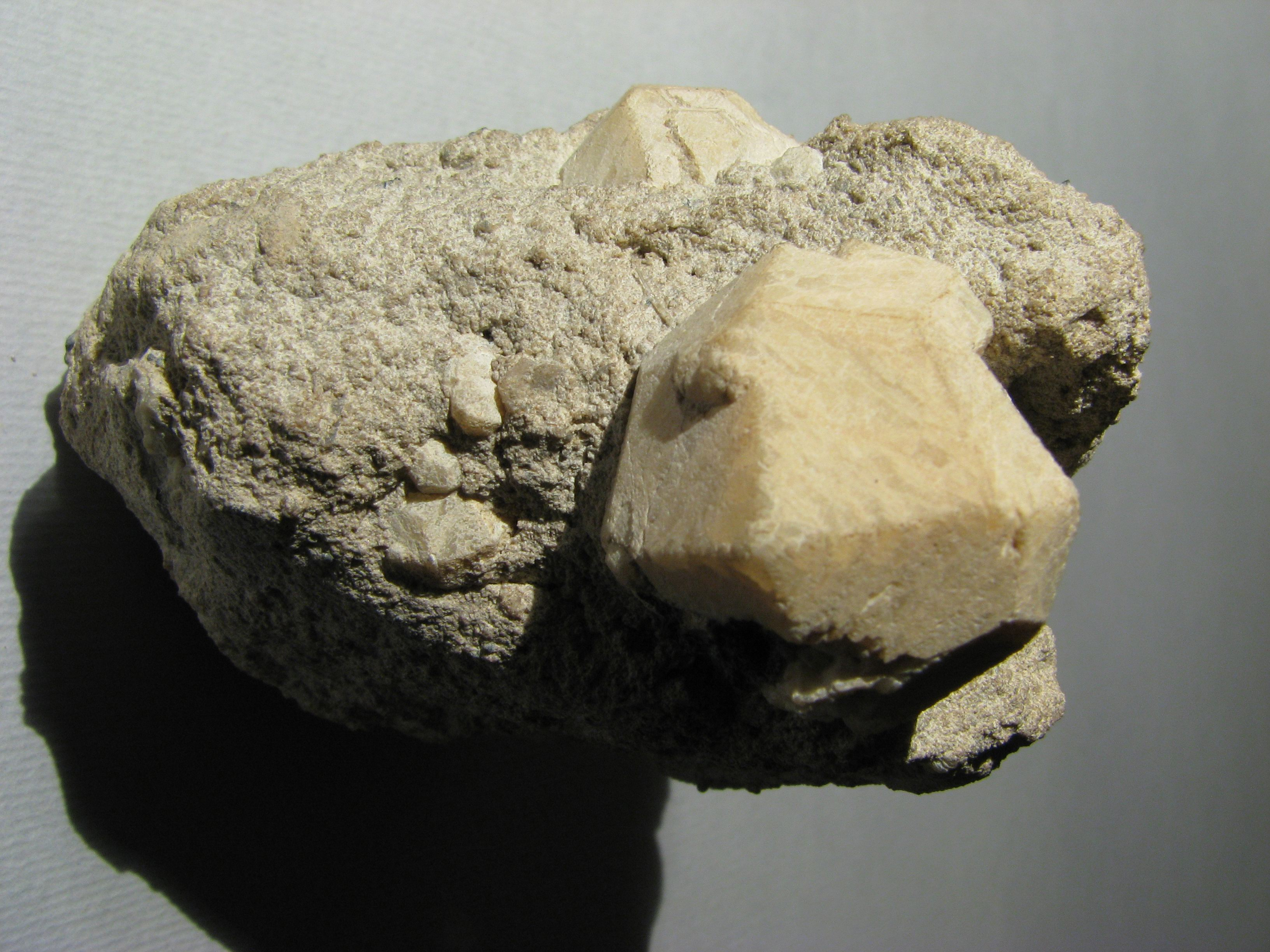
Leucit
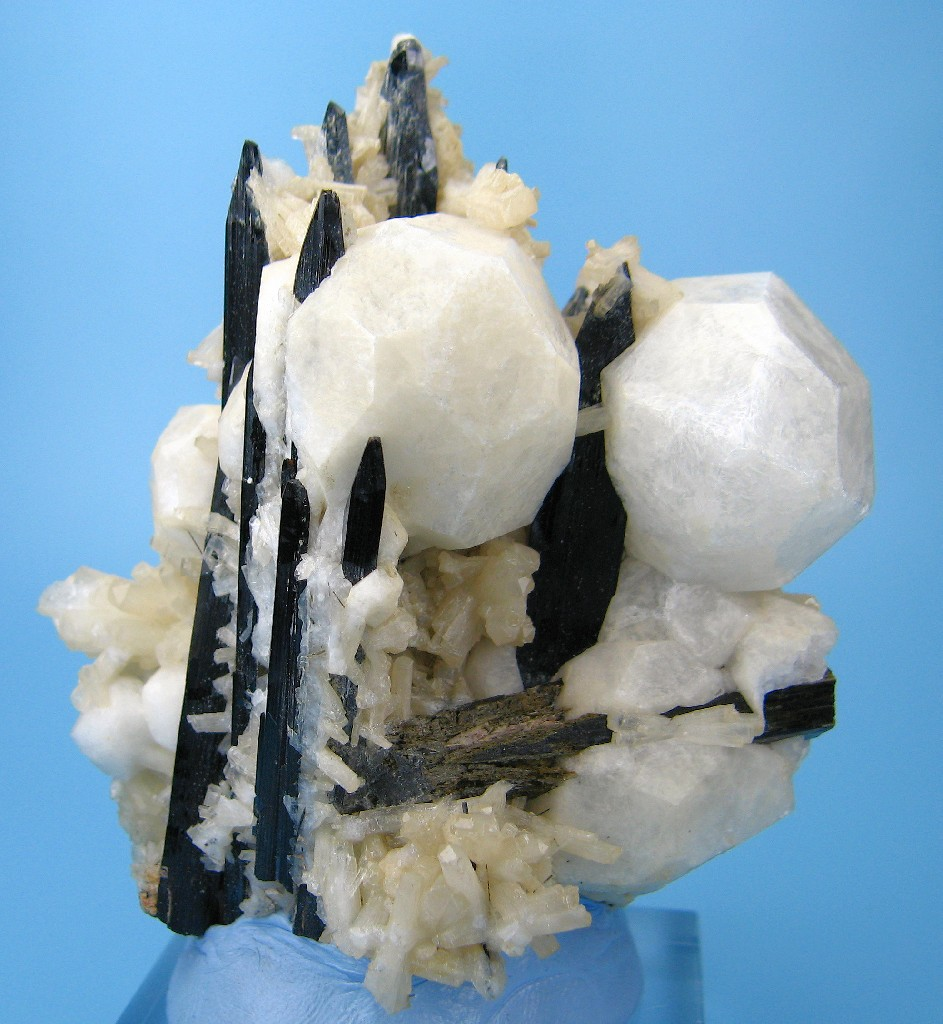
Analcim
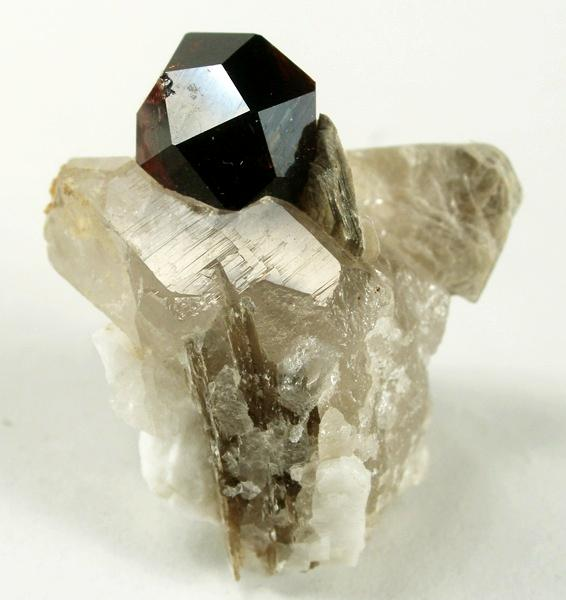
Spessartin